# Codroș caucazian
Codroșul caucazian (Phoenicurus erythrogastrus) este o specie de pasăre paseriforme din familia Muscicapidae. Se găsește în munții înalți din sud-vestul și centrul Paleoartcii din Caucaz, Karakorum, Pamir, Himalaya, Tian-Șan și Altai, în țările din Afghanistan, Armenia, Azerbaijan, Bhutan, China, Georgia, India, Iran, Kazakhstan, Mongolia, Nepal, Pakistan, Rusia, Tajikistan, Turkmenistan și Uzbekistan.

## Descriere

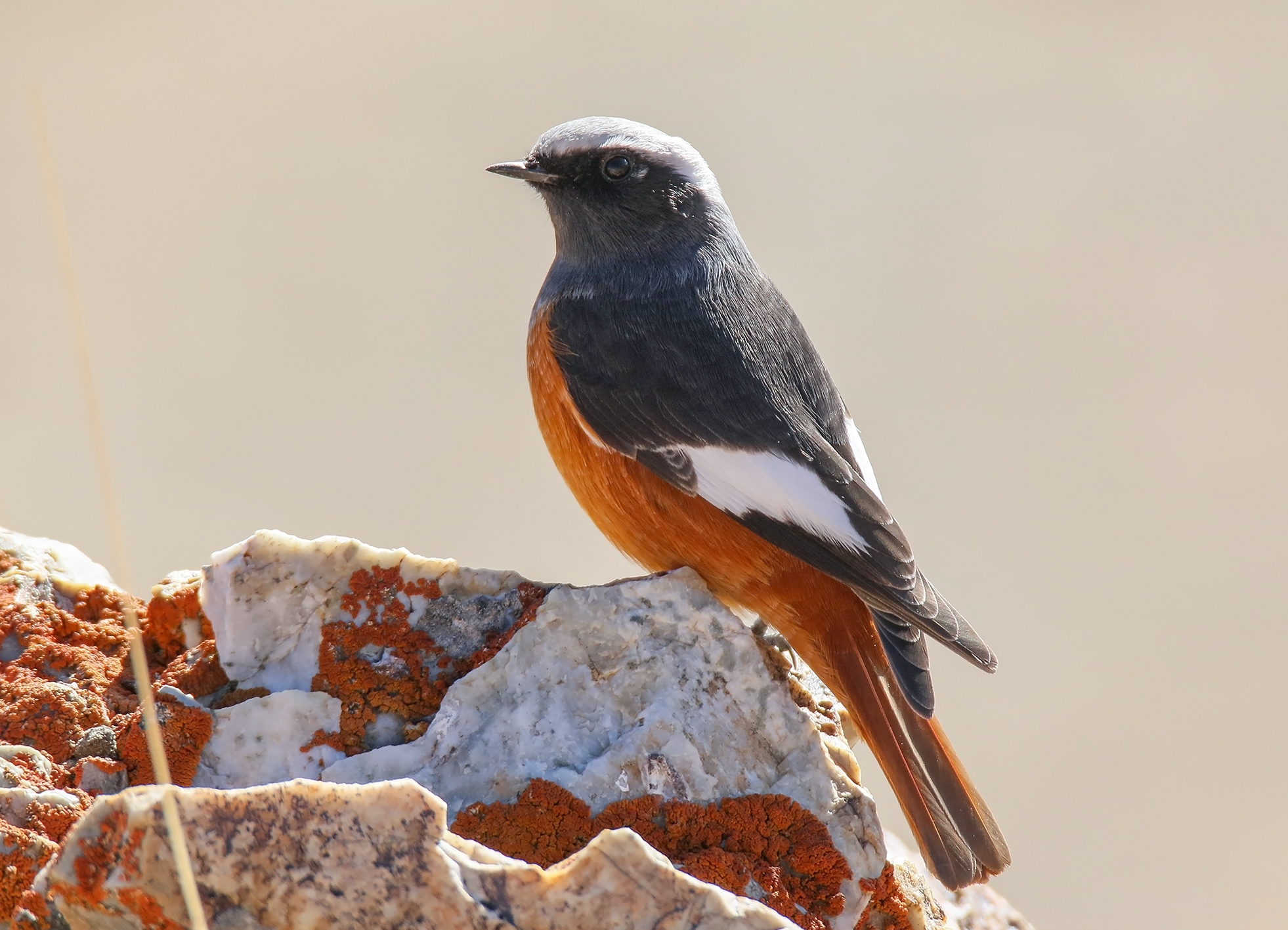
Phoenicurus erythrogastrus

Este unul dintre cei mai mari codroși, având o medie de 18 cm lungime și 21-29 g greutate. Masculul adult este negru deasupra, cu excepția unei coroane albe, a unei pate albe pe aripă și cozii portocaliu-roșiatice; dedesubt, gâtul și pieptul superior sunt negre, iar restul părților inferioare de un portocaliu-roșiatic bogat. Femela și masculul imatur sunt maro deasupra și portocaliu dedesubt, cu o coadă portocalie-roșu.

## Comportament
Se reproduce la altitudini mari de la 3.600–5.200 m în pajiști alpine, mișcându-se puțin mai jos până la 1.500–4.800 m în timpul iernii, unde apare mai ales în tufișurile subalpine. Unele populații, în special cele mai nordice din munții din jurul lacului Baikal, migrează mai departe, ajungând în nord-estul Chinei. Se hrănește cu fructe și cu o mare varietate de nevertebrate.

## Taxonomie
Există două subspecii:
- Phoenicurus erythrogastrus erythrogastrus, Caucaz
- Phoenicurus erythrogastrus grandis, Munții din Asia Centrală

Ca penaj și mărime, masculul seamănă foarte mult cu codroșul cu coroană albă Phoenicurus leucocephalus, având părțile superioare negre și coroana albă, dar lipsit de pete albă pe aripi.
Numele științific a fost de obicei citat în textele mai vechi ca Phoenicurus erythrogaster, deși aceasta este o eroare în gramatica latină.

## Galerie

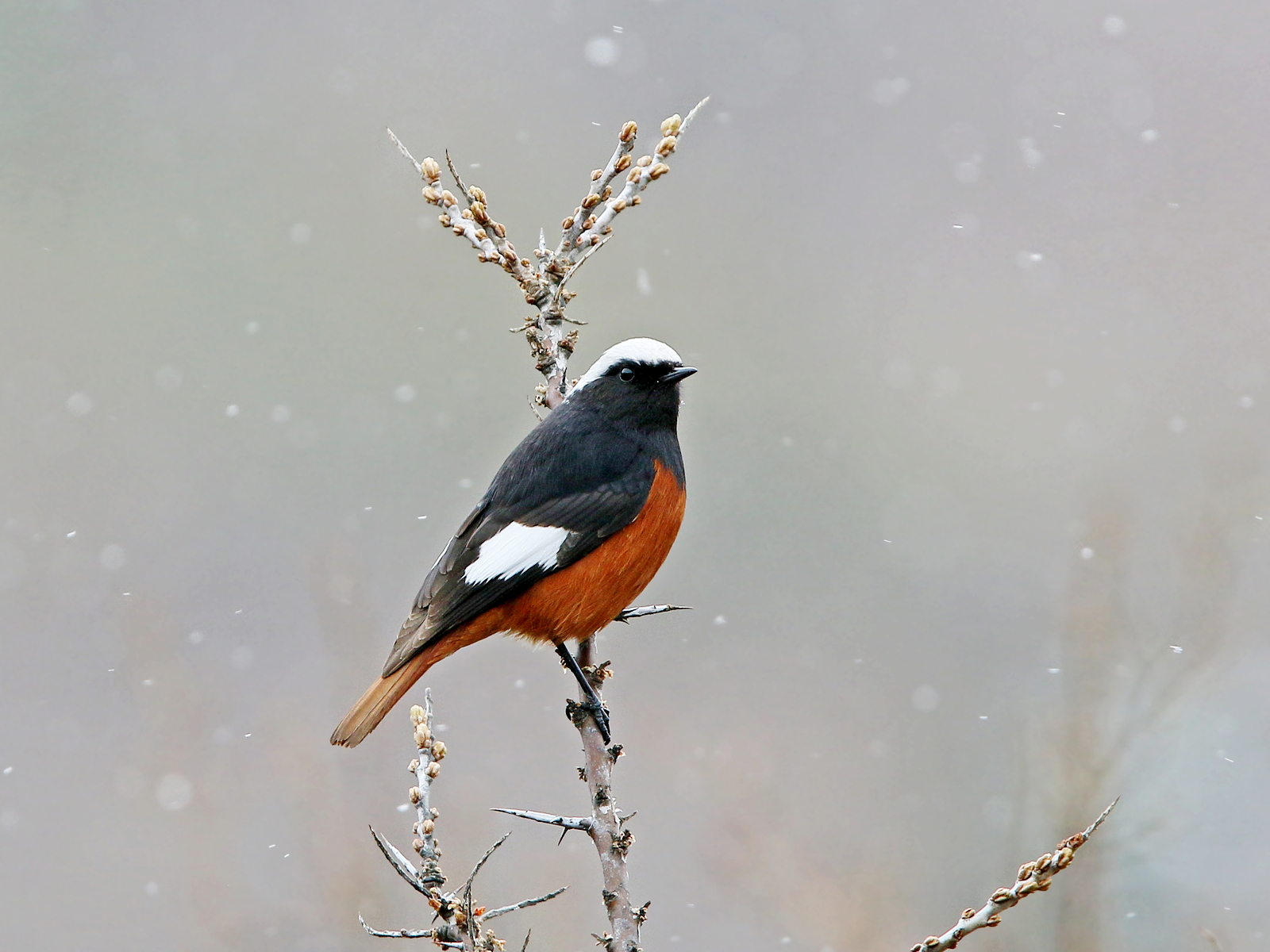
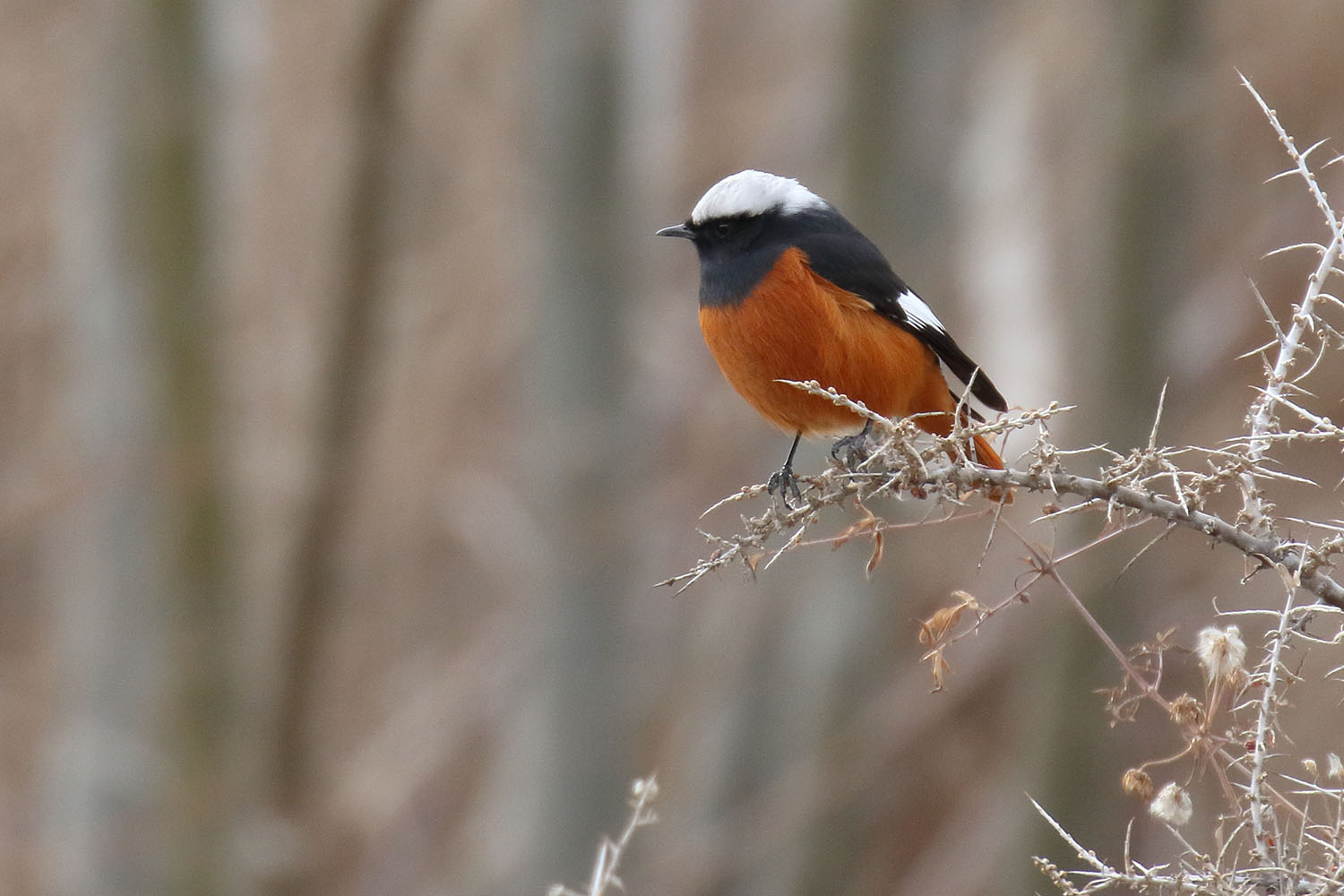
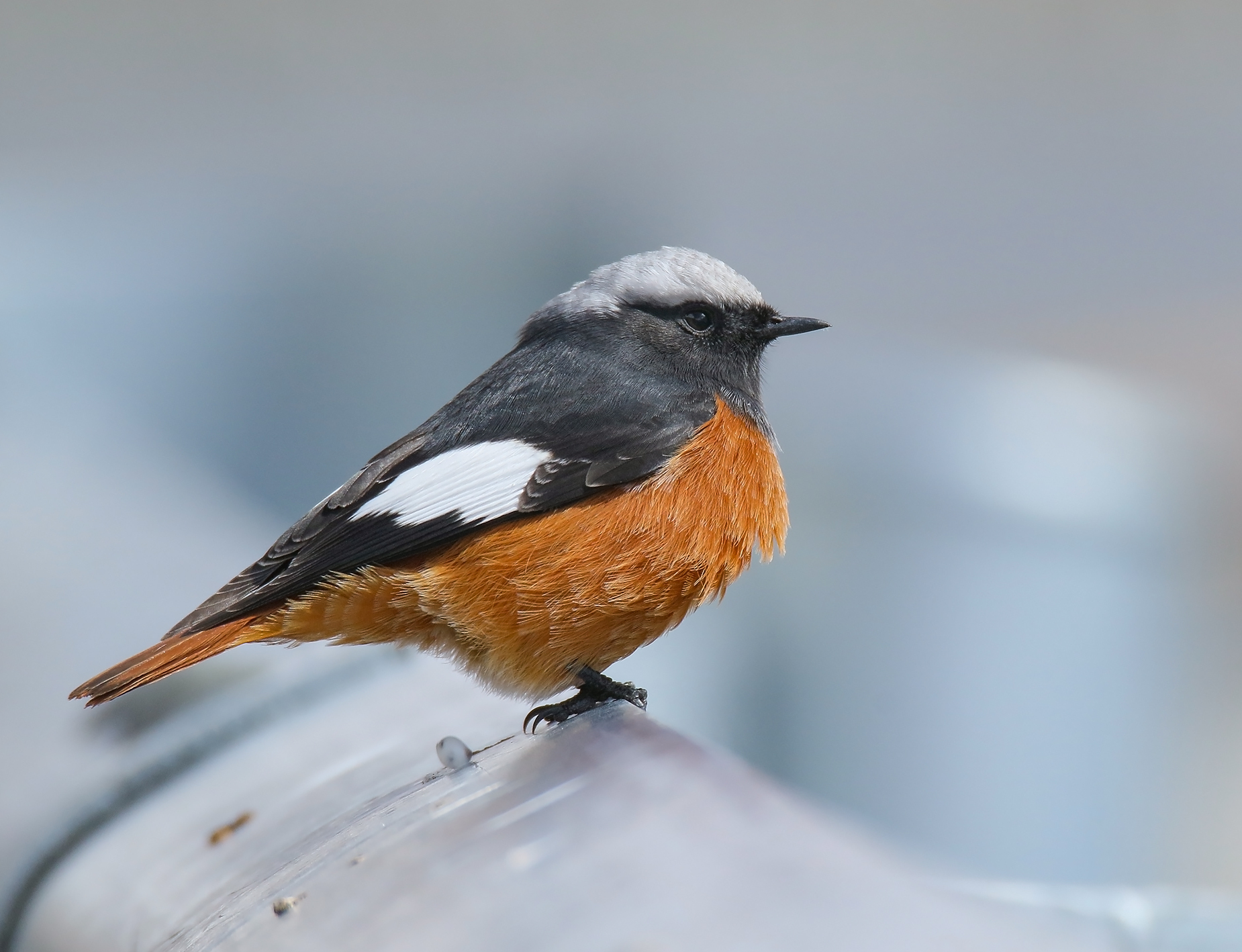
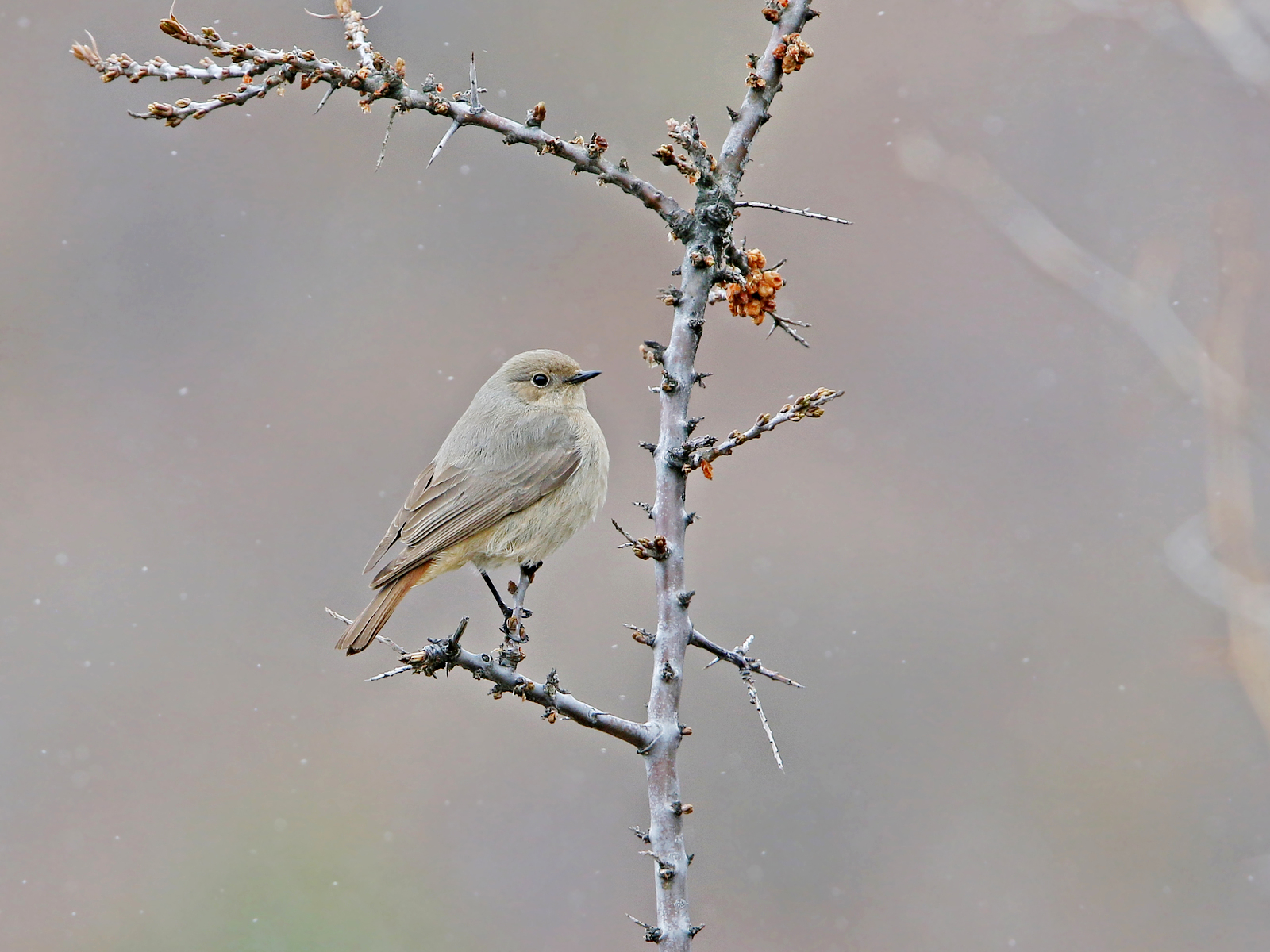
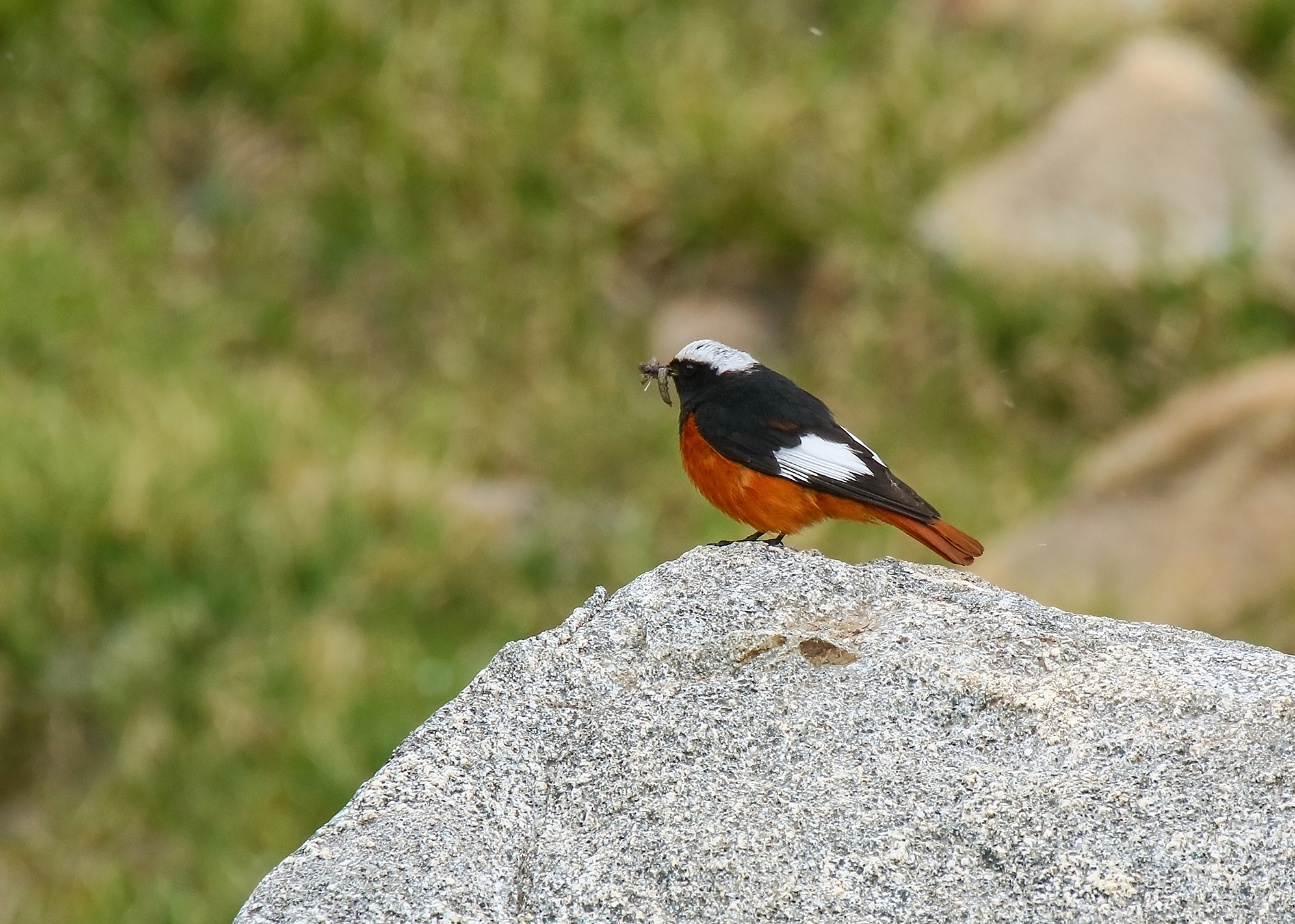
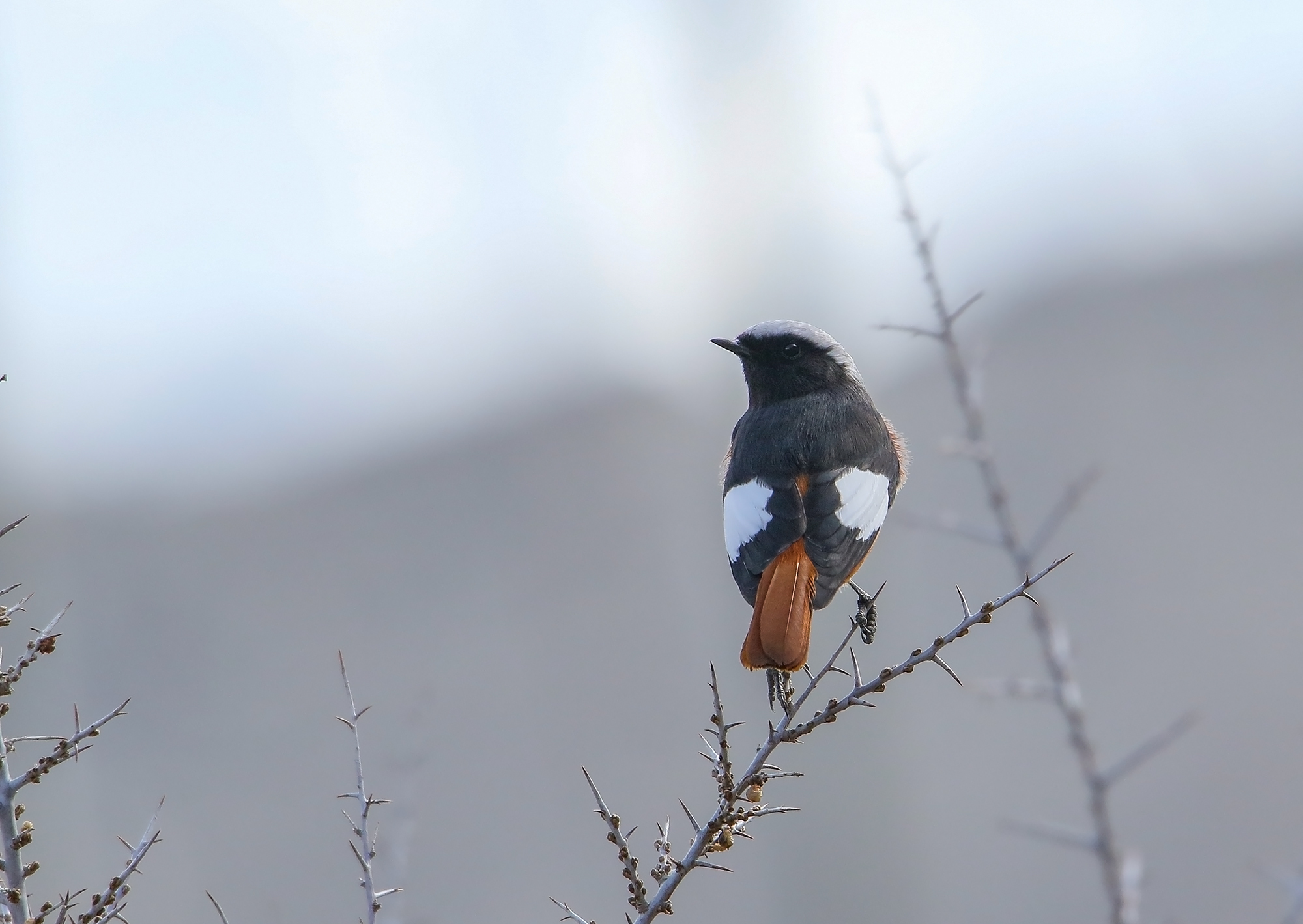
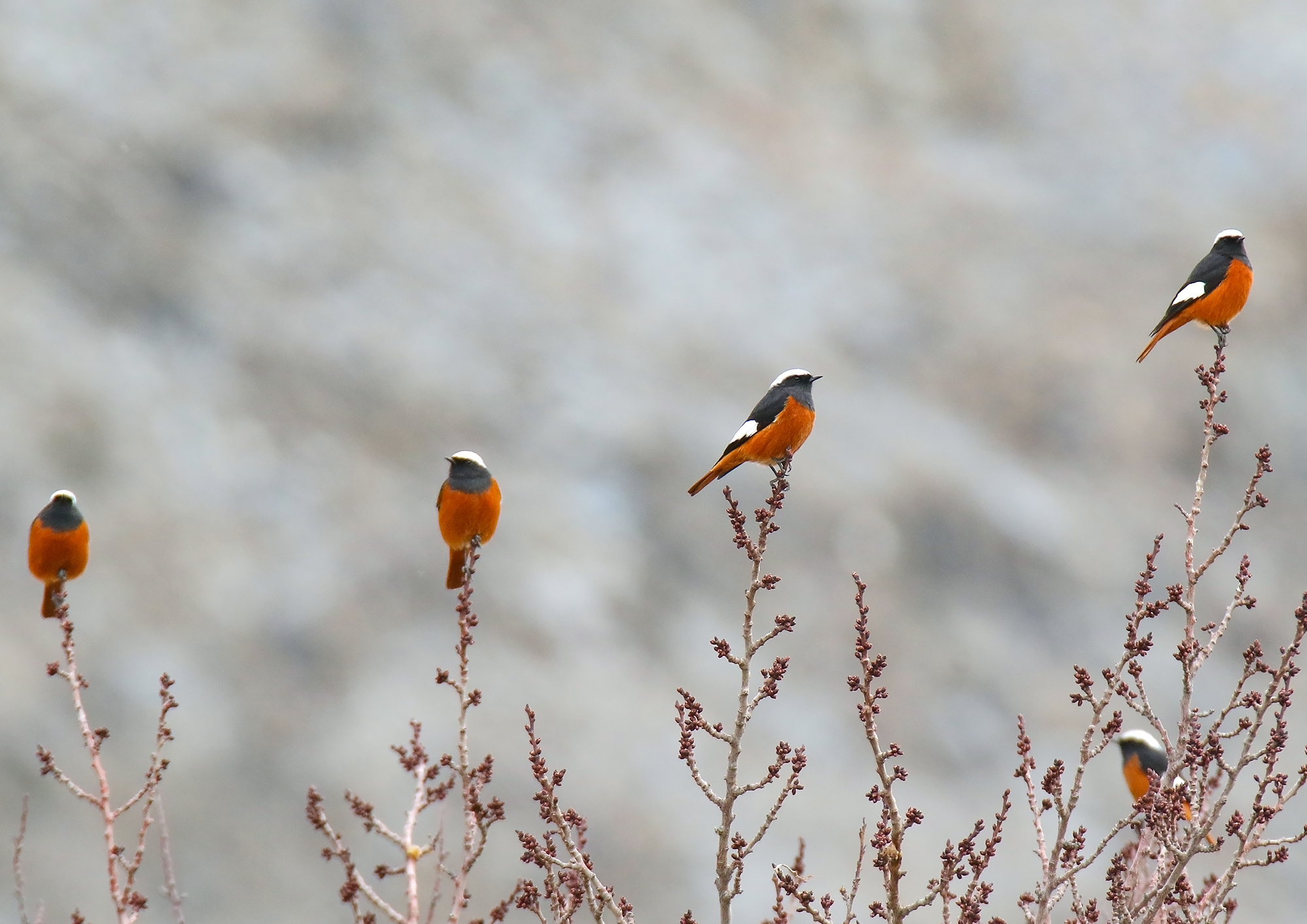
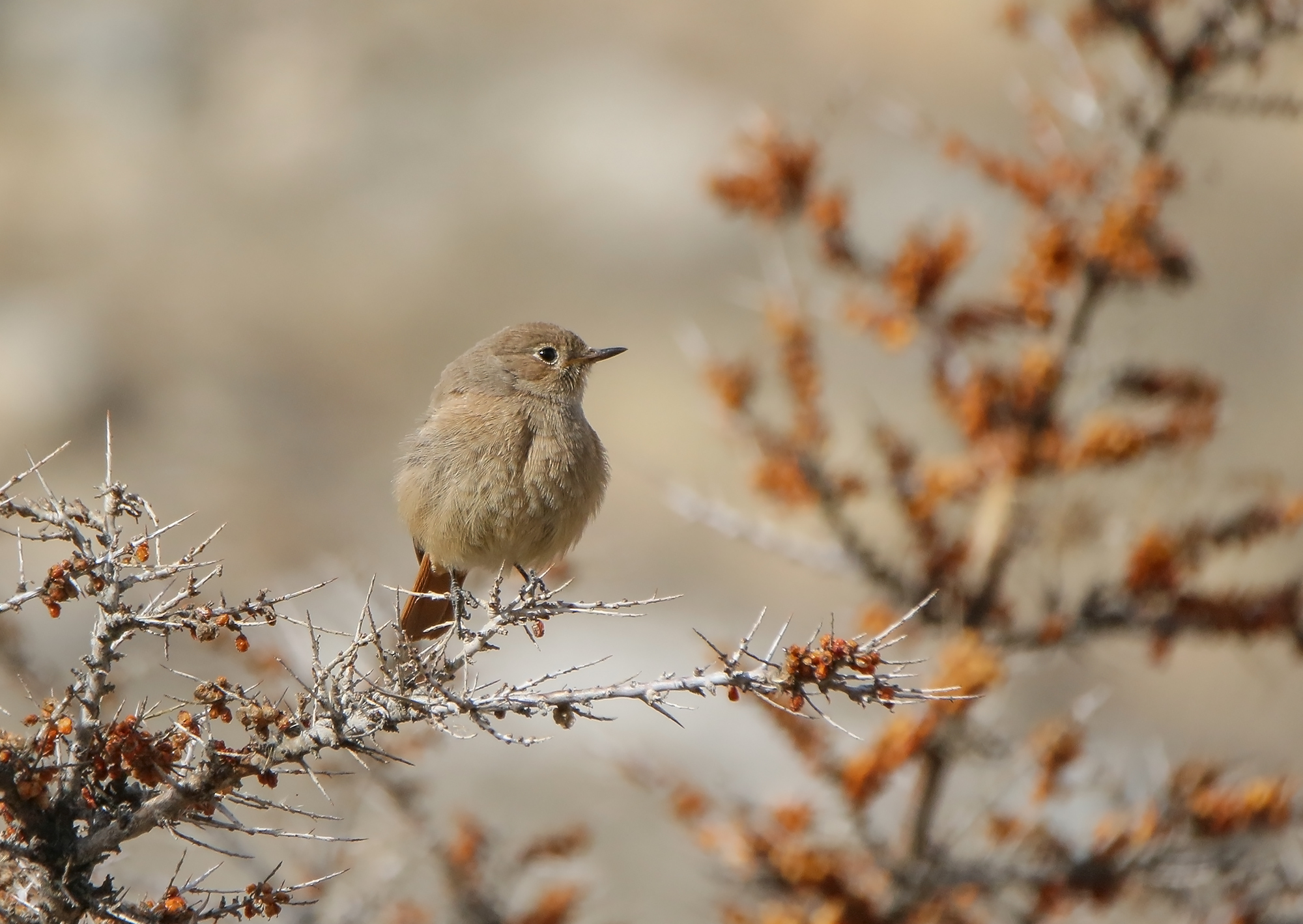
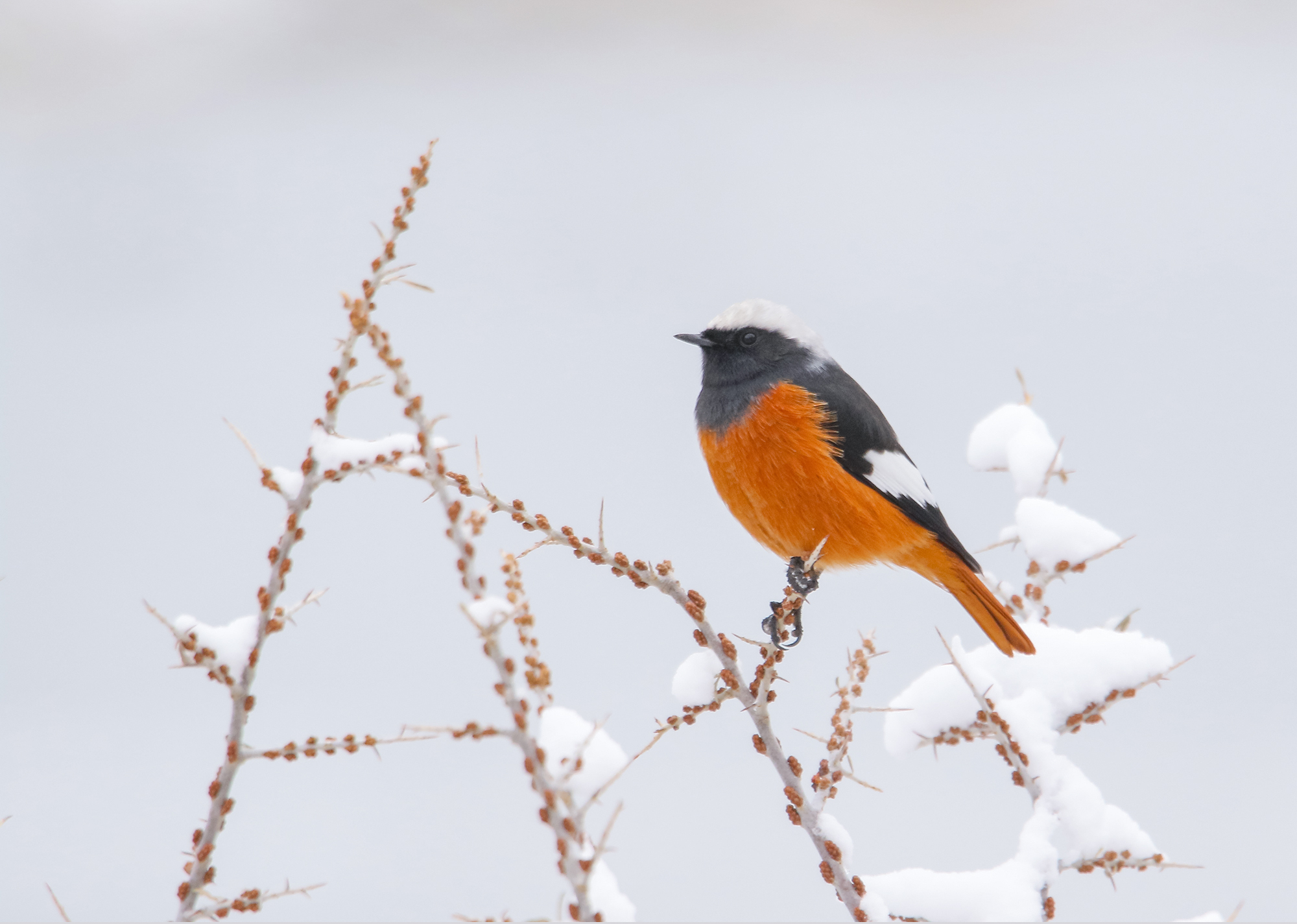